# Albatros D.V
L'Albatros D.V va ser un caça biplà alemany utilitzat durant la Primera Guerra Mundial. Darrer desenvolupament de la sèrie de l'Albatros D.I i últim caça de la companyia que va entrar en servei. Tot i els desavantatges que tenia i a ser un disseny obsolet es van construir uns 900 D.V i 1.612 D. Va fins als inicis dels 1918. La versió D va restar en servei actiu fins al final de la guerra.

## Història
Després del D.III es va construir el model D.IV però va patir molts problemes amb el motor experimental Mercedes i mai va entrar en producció. La següent versió va ser per tant el D.V que va entrar en servei el maig de 1917. El maig de 1918 hi havien 1.512 unitats de D.V i D.Va, una versió amb modificacions menors, en servei al front occidental però en aquell moment ja eren superats pels caces aliats més moderns.

## Disseny
El D.V era molt semblant a l'Albatros D.III i comptava amb el mateix motor Mercedes D.IIIa de 170 cv. La diferència més important era un nou fuselatge 32 kg més lleuger que el model anterior.

## Especificacions Albatros D.V
Dades de German Aircraft of the First World War
Característiques generals
- Tripulació: un pilot
- Longitud: 7,33 m
- Envergadura: 9,05 m
- Alçada: 2,70 m
- Superfície de l'ala 21,20 m²
- Pes buit: 687 kg
- Pes carregat: 937 kg
- Motors: 1×  6 cilindres en línia refrigerats per aigua Mercedes D.IIIa, 150 kW

 Rendiment 
- Velocitat màxima: 186 km/h al nivell del mar (100 nusos)
- Abast: 350 km
- Sostre de servei: 5.700 m
- Ràtio d'ascens: 4,17 m/s
- Càrrega alar: 44 kg/m²
- Temps per ascendir: 4 minuts fins a 1.000 m
- Autonomia:

Armament

- 2 × metralladores LMG 08/15 de calibre 7,92 mm

## Galeria

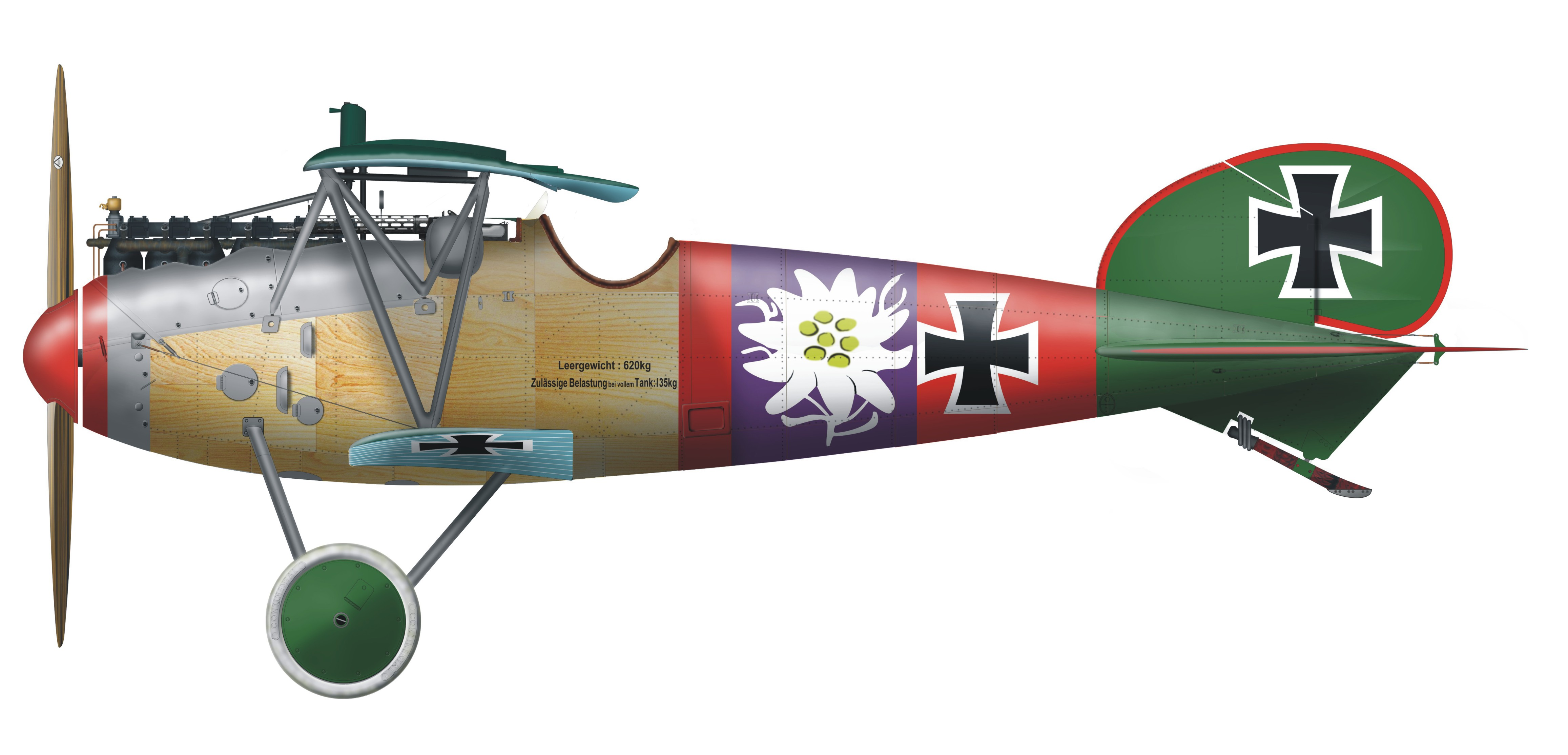
Albatros D.V pertanyent a Paul Bäumer de la Jasta 5
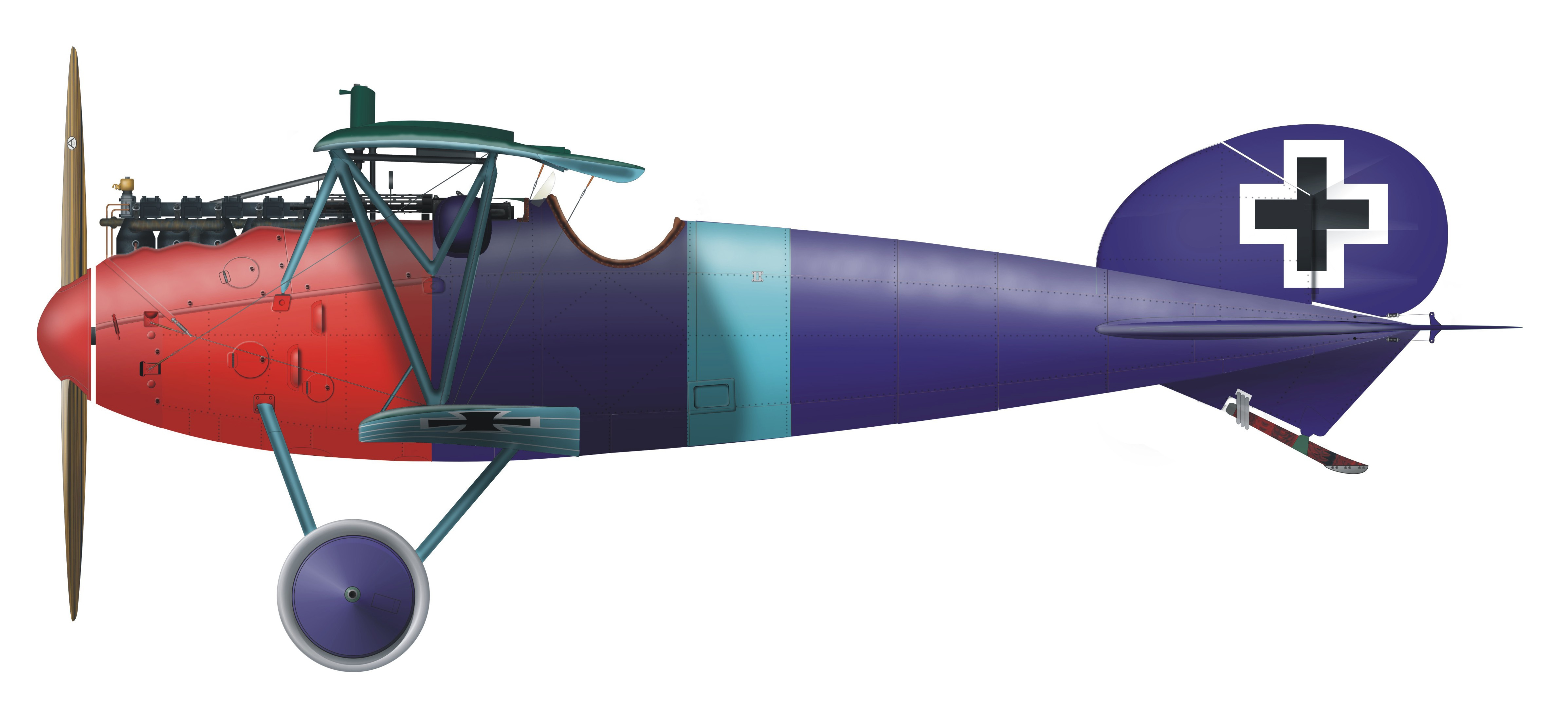
Albatros D.V de la Jasta 15, amb els color de la primavera de 1918
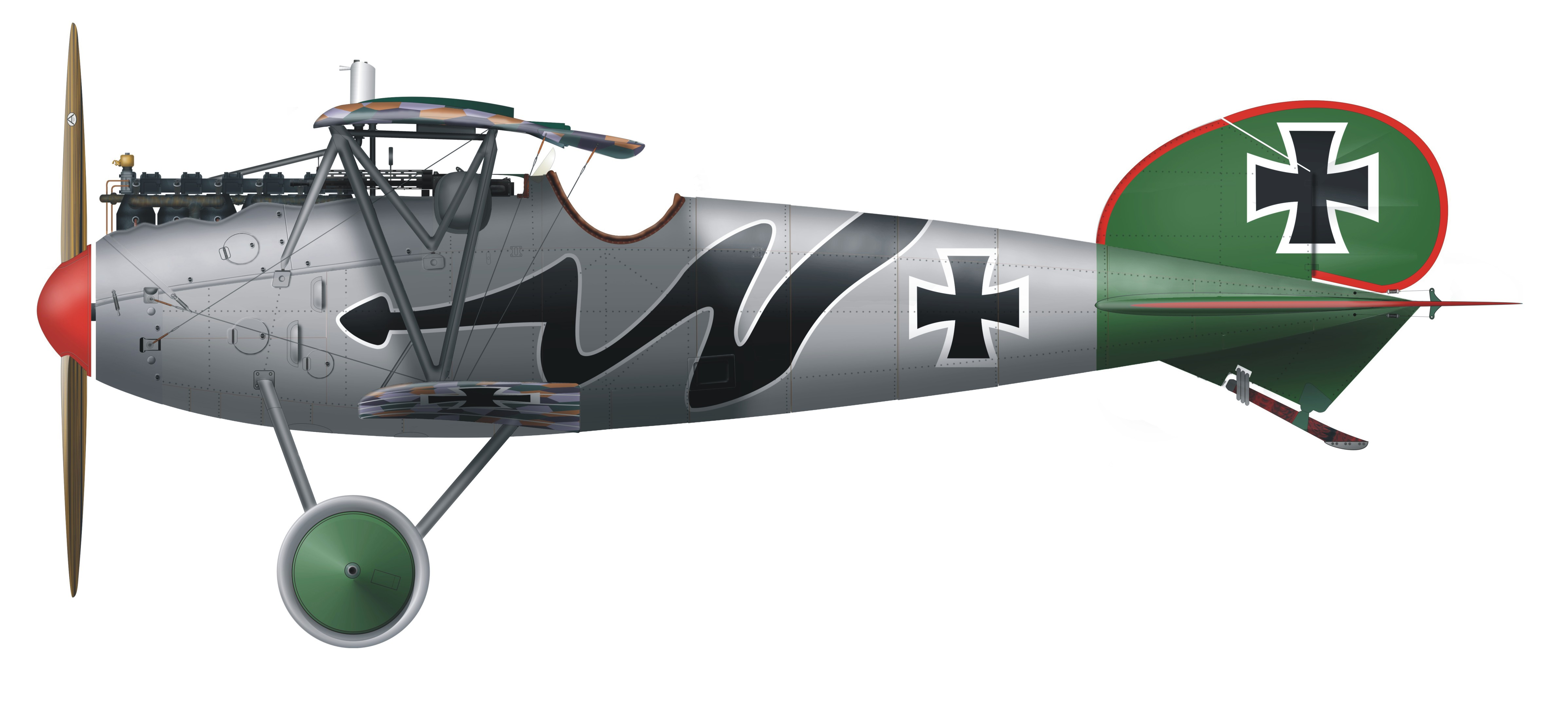
Albatros D. Va de Hans von Hippel, Jasta 5
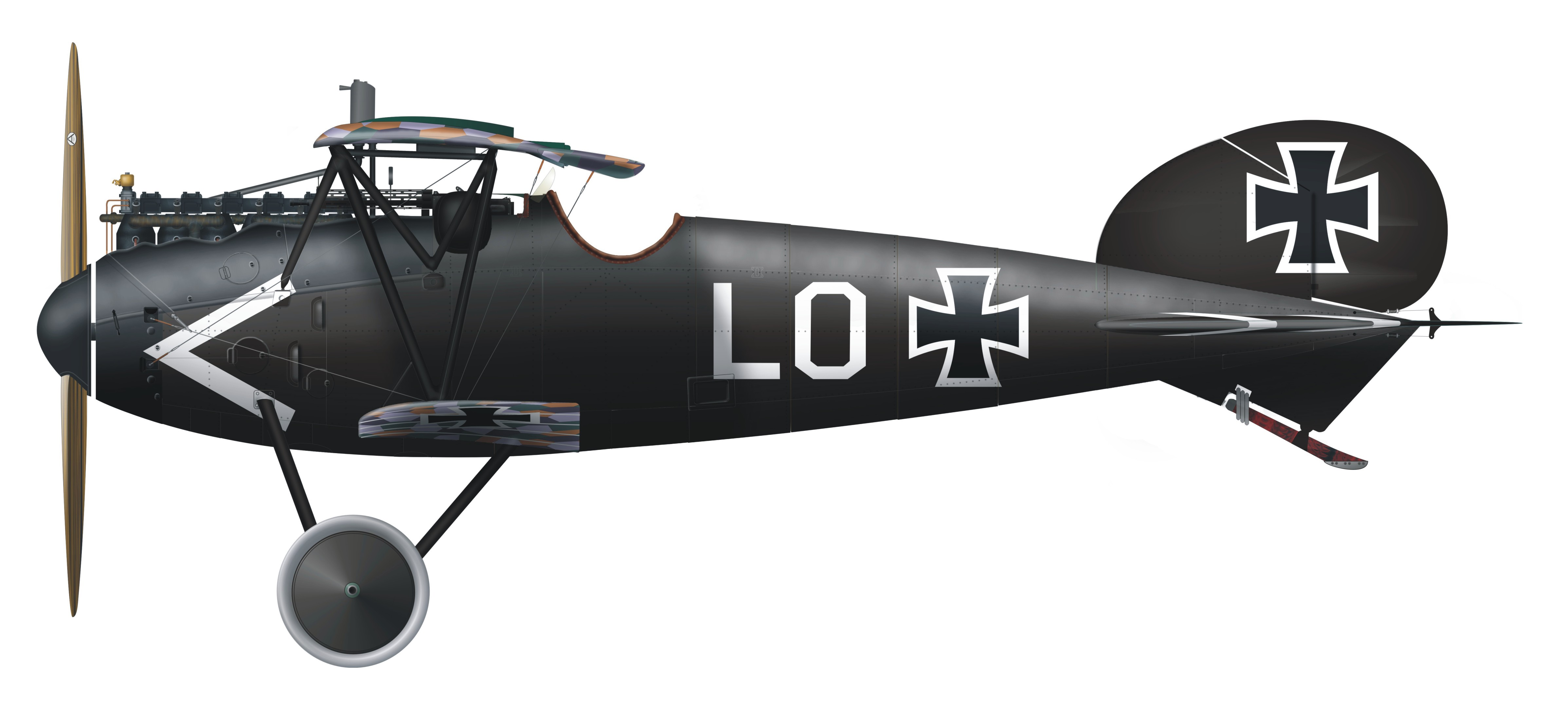
Albatros D.Va, Ernst Udet, Jasta 37
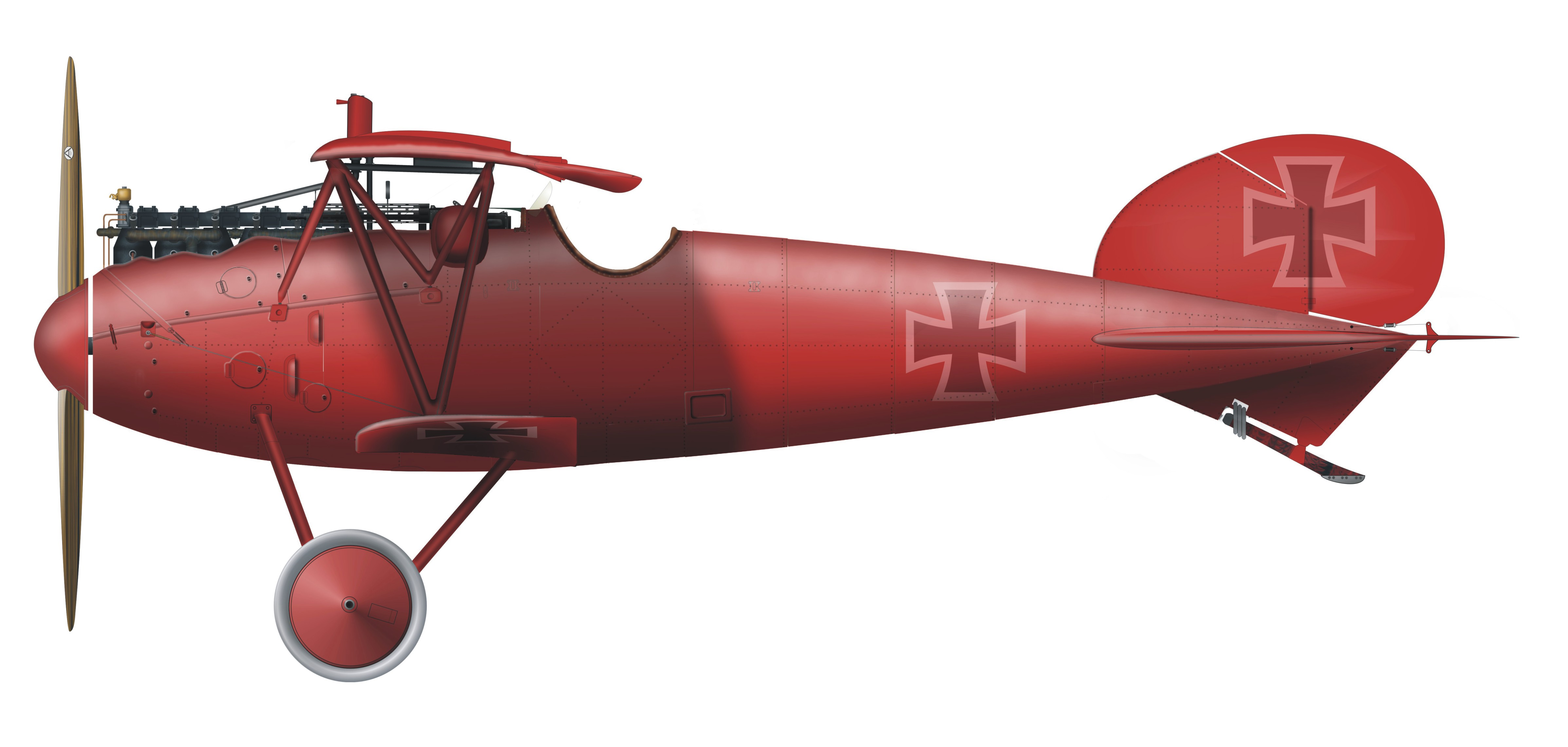
L'Albatros D.V vermell pilotat pel líder de la Jasta 1 Manfred von Richthofen.
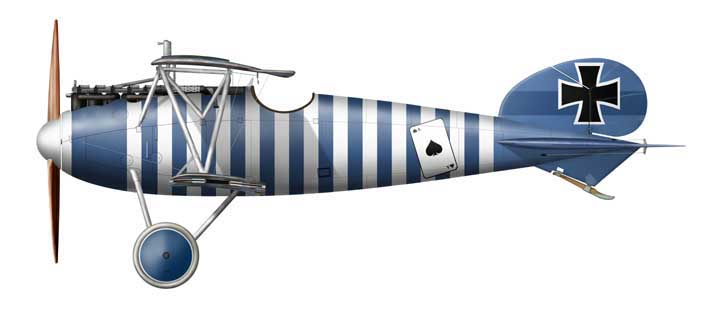
Albatros D. Va de la Jasta 79b, pilotat per Hans Böhning la primavera de 1918